# Isole Penghu
Le isole Penghu (澎湖群島T, Pénghú QúndǎoP, P'eng-hu Ch'ün-taoW), o isole Pescadores ([pɨʃkɐˈðoɾɨʃ], dal portoghese "pescatori"), sono un arcipelago al largo della costa occidentale di Taiwan nello stretto di Formosa.
L'arcipelago consiste in 90 piccole isole e scogli che coprono un'area di 141 chilometri quadrati. L'intero arcipelago costituisce la contea di Penghu sotto la provincia di Taiwan, mentre le altre piccole isole più a nord a ridosso della costa cinese costituiscono la contea di Lienchiang della provincia del Fujian.

## La dichiarazione del Cairo
Con la dichiarazione del Cairo del 1943, Stati Uniti, Regno Unito e Cina dichiararono che sarebbe stato loro fermo proposito far sì che «tutti i territori che il Giappone aveva sottratto alla Cina, come Formosa (ora Taiwan) e le Isole Pescadores (ora Penghu), dovevano essere restituite alla Repubblica di Cina.»
In seguito, il 26 luglio 1945 i tre governi pronunciarono la dichiarazione di Potsdam, con la quale dichiaravano che "i termini della dichiarazione del Cairo saranno rispettati". Con il trattato di San Francisco, il Giappone rinunciò alla sovranità su Taiwan e Penghu, ma lasciò i termini delle disposizioni finali indeterminati. 
L'arcipelago fu amministrato dalla Repubblica di Cina, fino al giorno della restituzione, il 25 ottobre 1945, e divenne parte della provincia di Taiwan, una delle due in cui è diviso il territorio di 
Taiwan.
Con la fine della guerra civile cinese nel 1950 rimase sotto il controllo della Repubblica di Cina, senza mai passare sotto quello della Repubblica popolare cinese comunista.

## Naufragio della SSBokhara
Il 10 ottobre 1892 gli abitanti delle isole Penghu furono testimoni del naufragio della SS Bokhara, i cui motori avevano smesso di funzionare per via di un'onda che aveva colpito il ponte della nave durante un violento tifone. Nonostante i tentativi dell'equipaggio di farli riavviare, la nave sbatté contro la barriera corallina e affondò.
I superstiti vennero soccorsi dai pescatori delle isole Penghu, i quali li portarono sull'isola Magong, dove ricevettero ospitalità. Undici delle 125 vittime facevano parte della squadra di cricket di Hong Kong.